# Джеррі Кантрелл
Джеррі Фултон Кантрел молодший (англ. Jerry Fulton Cantrell Jr.; нар. 18 березня 1966 року — американський музикант, основний автор пісень, гітарист і вокаліст гурту Alice in Chains.
Джеррі Кантрелл розпочав музичну кар'єру у 1985 році з участі в глем-роковому гурті Diamond Lie. Після смерті його матері у 1987 гурт розпався, але незабаром Кантрелл заснував новий колектив, який отримав назву Alice in Chains. Здобувши популярність на музичній сцені Сіетла, Alice in Chains привернули увагу великого лейбла Columbia Records. З 1990 до 1994 року гурт випустив три студійні альбоми і два мініальбоми, ставши одним із найпопулярніших гуртів Сіетла, що входить до «великої четвірки гранжу». Кантрелл став автором музики до більшості пісень гурту, основним гітаристом, а також другим вокалістом у дуеті з Лейном Стейлі.
Через проблеми Стейлі з наркотиками, з 1994 по 1996 роки Alice in Chains не давали концертних виступів. Після короткочасного повернення на сцену 1996 року Стейлі остаточно відійшов від справ і перестав цікавитися музикою. У період неактивності Alice in Chains з 1997 до 2002 року Джеррі Кантрелл розпочав сольну кар'єру і випустив два студійні альбоми. У 2002 році Стейлі помер від передозування наркотиків і Alice in Chains розпалися.
У 2005 році музиканти Alice in Chains вперше за довгі роки виступили разом, а з 2006 року відновили концертні виступи з новим вокалістом Вільямом Дювалем. З 2009 по 2018 роки гурт випустив три студійні альбоми. 2021 року вийшла третя сольна платівка Кантрелла «Brighten».
У 2006 році Джеррі Кантрелл був нагороджений титулом «Лорд рифів» за версією журналу Metal Hammer. Він також входив до списків найкращих гітаристів, складених журналом Guitar World у 2004 і 2012 році. У складі Alice in Chains Кантрелл був дев'ять разів номінований на премію «Греммі».

## Біографія

### 1966—1984. Дитячі та юнацькі роки
Джеррі Кантрелл народився 18 березня 1966 року в Такомі, штат Вашингтон, США. Юного Джеррі назвали на честь батька, Джеррі Фултона Кантрелла. Кантрелл-старший був родом з Атоки, штат Оклахома. Він був військовим, пройшов війну у В'єтнамі. Одним із перших спогадів трирічного Джеррі був тато, який повернувся з В'єтнаму у військовій формі. Мати Глорія Джин Крумпос була нащадком чеських і норвезьких емігрантів і працювала помічником адміністратора в шкільному окрузі Кловер Парк. Пізніше в сім'ї Кантреллів з'явилося ще двоє дітей: сестра Чері та брат Девід. Коли Джеррі було сім років, батьки розлучилися, а діти залишилися жити з матір'ю. Спочатку вони жили в Техасі та Пенсільванії, після чого повернулися в Спаневей, штат Вашингтон, неподалік від Такоми. Сім'я Кантреллів жила бідно, збираючи продовольчі талони для пільгової купівлі продуктів.
Кантрелл мріяв стати музикантом із самого дитинства. Ледве навчившись писати, у книзі «Все про мене» Доктора Сьюза він вказав, що хоче стати рок-зіркою. Його першими улюбленими записами були альбоми Елтона Джона Caribou і Captain Fantastic. Пізніше юнак захопився Def Leppard і разом із друзями збирав уявну групу, де він грав на гітарі під фонограму, а барабанщик стукав по молочних бідонах і відрах. У старшій школі в Спаневеї цінували музичні здібності Джеррі, і за рекомендацією вчительки музики Джоан Беккер він вступив до шкільного хору, де виконував класичні твори 15 століття і сучасні популярні мелодії. Щоб подолати страх сцени, підліток також відвідував курси акторської майстерності. В останній рік навчання Кантрелл очолив вокальний квартет, який брав участь у місцевих конкурсах і виконував національний гімн на баскетбольних матчах.
Свою першу гітару Кантрелл отримав у шостому класі, але грав на ній лише близько тижня. Двома роками пізніше дядько Кантрелла подарував племінникові ще один інструмент, але Джеррі залишився розчарований: замість акустики він мріяв про справжню електрогітару, як у Ейса Фрейлі. Дядько пообіцяв Кантреллу купити Gibson Les Paul, якщо той навчиться добре грати, але він так і не опанував інструмент. Лише коли Кантреллу виповнилося сімнадцять років, він отримав заповітну електрогітару — копію Fender Mustang. Джеррі також умовив дядька позичити йому восьмидоріжковий магнітофон Sound Design з колонками і входом для гітари. Кантрелл пообіцяв повернути стереосистему за тиждень, але швидко «забув» про це і використовував апаратуру як домашню міні-студію.

### 1984—1987. Diamond Lie
Після закінчення школи у 1984 році Кантрелл вступив до коледжу в Такомі. Паралельно з навчанням він мріяв про кар'єру музиканта і грав в аматорських групах, зокрема в інструментальному тріо Raze, де перетнувся з майбутнім бас-гітаристом Pretty Boy Floyd Вінні Часом. Перед різдвяними канікулами він поступився вмовлянням колеги по групі Джима Сайферта, який був родом із Далласа, і кинув коледж, щоб присвятити себе музиці цілком. «Ми закинули речі в „Бронко“, поїхали прямо в Даллас і створили свою групу. Вона не проіснувала довго, але це було моє перше усвідомлене рішення», — згадував Кантрелл. Джеррі провів у Далласі близько року, працюючи в музичній компанії Arnold & Morgan, але врешті-решт повернувся в Такому.
Після повернення на батьківщину талановитий гітарист прийняв пропозицію учасників місцевого гурту Phoenix Боббі Несбітта і Скотта Наттера, які запросили його до себе. Музиканти виконували популярний на той час глем-рок, орієнтуючись на творчість Poison і Mötley Crüe, поєднуючи рок-музику і поп-спрямованість. Phoenix став першим серйозним гуртом Кантрелла, в якому сповна проявилися його лідерські якості. За його наполяганням назву змінили на Diamond Lie, запозичену з рядка пісні, яку гітарист почув по радіо. Кантрелл писав більшу частину музики до пісень, а іншим музикантам залишалося розучити їх і підібрати слова. Він придумав оточити репетиційне приміщення великими дзеркалами, щоб члени гурту бачили, який вигляд вони мають збоку. «Я жахнувся тому, які пики корчу, коли граю на барабанах, і навіть не замислювався про це раніше» — розповідав Несбітт. Кантрелл також приділяв увагу хореографії концертних виступів, відточуючи трюки на репетиціях. Разом із бас-гітаристом Меттом Мусо вони здійснювали однакові рухи на сцені, копіюючи манеру виконання Kiss, а також невимушено перекидали один одному медіатори в середині композиції під час концерту. Кантрелл змушував друзів репетирувати по кілька годин на день п'ять разів на тиждень. Група давала концерти щотижня, щоб привернути увагу великої звукозаписної компанії. Знайомий музикантів вклав дві тисячі доларів, щоб випустити демо-касету, записану на студії London Bridge. Крім музики і сценічного образу, Кантрелл особисто займався піаром гурту-початківця, поширюючи демо-записи колективу.
Становлення Кантрелла було затьмарене двома трагедіями в родині. 9 жовтня 1986 року померла від раку його бабуся Дороті Крумпос. Незабаром після цього у матері Кантрелла діагностували рак підшлункової залози в термінальній стадії. Коли стало відомо, що Глорії Кантрелл — найближчій людині для Джеррі, яка підтримувала його в усіх починаннях, залишилося жити не більше ніж шість місяців, її поклали в лікарню і тримали на морфіні. Важко переживаючи хворобу матері і намагаючись відволіктися від поганих думок, Кантрелл грав на гітарі практично цілодобово. Його стосунки з іншими родичами стали погіршуватися, музиканта вигнали з дому, і він оселився в будинку сестри бас-гітариста Diamond Lie Чері Мусо. 11 квітня 1987 року Глорія Джин Кантрелл померла.
Після смерті двох близьких людей у Кантрелла почалася депресія і він, за словами колег по групі, «перетворився на зовсім іншу людину». Він продовжував приходити на репетиції, але менше спілкувався з іншими музикантами, просто приносив нові пісні і змушував їх вивчити. У його текстах замість розваг, дівчат і випивки, все більше місця приділялося суворій реальності. Серед учасників гурту стало зріти невдоволення. Незважаючи на перемогу в конкурсі місцевих рок-гуртів і подарунковий сертифікат на кілька годин безкоштовної роботи в студії, колектив став розвалюватися. Першим пішов бас-гітарист Метт Мусо, приєднавшись до гурту своїх друзів, а коли Кантрелл спробував зібрати решту складу Diamond Lie для концерту, ті відмовилися: «Ми просто сказали ні. Ми були ситі по горло, бо хотіли більшого залучення в пісні. Ми хотіли бути частиною творчого процесу, а не просто слідувати його наказам: „Ось наступна пісня. Ось ще одна“» — пояснював Скотт Наттер.

### 1987—1996. Alice in Chains

#### Створення гурту
Після смерті матері і розпаду Diamond Lie бездомний Джеррі почав блукати містами штату. Одного разу на вечірці він познайомився з Тімом Бреномом, вокалістом гурту Gypsy Rose з Беріна, якому був потрібен гітарист. Кантрелл успішно пройшов прослуховування, але вже через кілька тижнів його звільнили через «різницю в стилях». Недовге перебування в Gypsy Rose, непримітне з музичної точки зору, призвело до знайомства Кантрелла з бас-гітаристом Майком Старром. Ще одним новим другом Джеррі став Лейн Стейлі, вокаліст глем-рокового гурту Alice N' Chains, який дав притулок гітаристу в репетиційному приміщенні в клубі Music Bank. Кантрелл навіть виступив одного разу з Alice N' Chains на концерті в Балларді, але незабаром гурт розпався через проблеми Лейна Стейлі з наркотиками.
Роздратований невдалою участю в чужих групах, наприкінці 1987 року Кантрелл вирішив створити власний колектив. Першим він запросив Лейна Стейлі: «Коли я вперше почув Лейна — це було в Tacoma Little Theater, — мене ніби блискавкою вдарило. Я просто знав, що хочу бути в групі з цим хлопцем». Крім Лейна Стейлі і Майка Старра, до групи увійшов знайомий Стейлі барабанщик Шон Кінні. Музиканти виступали під назвами «Mothra» і «Fuck», але врешті-решт Кантрелл домовився з колишніми членами Diamond Lie, щоб йому дозволили використовувати стару назву групи. Перший концерт Diamond Lie відбувся в січні 1988 року, а до літа музиканти склали преспакет, що містив демо-запис і біографію гурту, в надії привернути увагу великого лейблу. Менеджером став місцевий промоутер Ренді Гаузер, вражений талантами Кантрелла, який придумав левову частку пісень. За порадою A&R-агентів Джеррі довелося відмовитися від назви «Diamond Lie», на зміну якій прийшла придумана Лейном Стейлі «Alice in Chains». Влітку 1988 року музиканти вперше виступили під новим ім'ям, а також записали демо-касету. У липні клуб Music Bank закрили під час поліцейського рейду, і музикантам довелося переїхати в новий двоповерховий будинок біля аеропорту Сіетл-Такома. Доля рок-гурту-початківця привернула увагу журналістів сіетлського телеканалу King 5, які зняли репортаж у будинку Alice in Chains. «Не знаю навіть, чи змогли б ми пробитися на поріг до CBS, якби не відео, що ви зняли для нас», — дякував пізніше Кантрелл журналістові Джеку Гаманну, який займався сюжетом.
Незабаром замість Ренді Гаузера, заарештованого за зберігання наркотиків, менеджером гурту стала Сьюзан Сільвер, яка була також менеджером місцевого гурта Soundgarden. Їй допомагав Келлі Кьортіс, який працював з Mother Love Bone. Сільвер провела восьмимісячні переговори з Columbia Records, які в середині 1989 року увінчалися підписанням контракту з дочірнім лейблом CBS Records. Крім того, познайомившись ближче з виконавцями місцевої сцени, самі Alice in Chains змінили свій стиль, перетворившись із позерів, які шукають увагу жіночої аудиторії, на більш серйозну групу, що виконує важку музику. «Кожен починає з наслідування — так влаштований світ… Але, якщо пощастить, у якийсь момент ти стаєш самим собою. Ти береш найкраще з того, що тебе оточує, і додаєш до цього щось своє», — описував цей період Кантрелл.

#### Перші альбоми
Продюсером дебютної платівки Alice in Chains призначили Дейва Джердена, відомого за роботою з рок-гуртом Jane's Addiction. Джерден добре порозумівся з Кантреллом, порівнюючи його внесок в успіх гурту з тим, що Тоні Айоммі робив для Black Sabbath. Продюсер і гітарист проводили багато часу в студії та за її межами, адже обидва були завзятими рибалками. Запис пройшов дуже гладко, оскільки Кантрелл написав більшу частину матеріалу і точно знав, що хоче почути на платівці. «Я пам'ятаю, як він [Джеррі] дав мені послухати демо-версії, записані на магнітофон. Вони в точності збігалися з альбомними, наче їх зовсім не перезаписували в студії», — була вражена Кріша Огеро, асистентка Келлі Кертіса. Альбом отримав назву Facelift і вийшов 24 серпня 1990 року. Вирушивши у свої перші великі гастролі, Кантрелл пильно аналізував кожен виступ і посилено репетирував, щоб наступного разу зіграти краще. Його зусилля не минули безслідно: до кінця року в журналі Spin Alice in Chains внесли до переліку гуртів, за якими варто стежити в 1991 році, а в газеті The Seattle Times зазначили, що лейбл приділяє колективу увагу, якої раніше удостоїлися Faith No More і Living Colour.
На початку 1991 року Кантрелл домовився з режисером Кемероном Кроу, що гурт запише кілька композицій для його фільму «Одинаки», події якого розгорталася в Сіетлі. Кроу була потрібна одна пісня, але Кантрелл виторгував бюджет для запису цілих десяти, одна з яких — присвячена трагічно загиблому місцевому музиканту Ендрю Вуду «Would?» — увійшла до фільму. Alice in Chains вирушили в турне «Битва титанів» із треш-гуртами Megadeth, Slayer і Anthrax, і, незважаючи на величезний тиск з боку шанувальників металу, зуміли привернути до себе аудиторію. Нарешті, у травні 1991 року пісня «Man in the Box» потрапила в ротацію на телеканалі MTV, що призвело до моментального зростання популярності колективу. Музикантів помітив Семмі Хагар і запросив у північноамериканське турне з Van Halen. На гастролях Кантрелл міцно здружився з Едді Ван Галеном і після закінчення туру гітарист Van Halen подарував Джеррі кілька іменних інструментів і фірмових підсилювачів Mesa/Boogie. У Кантрелла нарешті з'явилися гроші, і він купив собі пікап Dodge. На лідера Alice in Chains звернули увагу спеціалізовані музичні видання: у журналі Guitar School Кантрелла назвали «новим титаном на районі», вразившись успішним виступом його гурту в турне «Битва титанів», а в лютневому номері Guitar зазначили, «що гаркаючу, атакуючу гітару Alice in Chains, що ричить, можна під'єднати безпосередньо до мозку Джеррі Кантрелла». Репутація Кантрелла серед музикантів також зросла: так, на думку Дейва Дедерера із сіетлського гурту The Presidents of the USA, на той час Джеррі був не більше, не менше, найкращим гітаристом серед усіх місцевих гуртів.
У проміжках між гастролями музиканти Alice in Chains записали акустичний міні-альбом Sap. Зміна музичного напряму була невипадковою: Кантрелл хотів довести, що його гурт може не тільки видавати гучні галасливі звуки, а й виконувати більш задушевні та мелодійні композиції. «Ми намагалися продемонструвати, що ми не просто черговий метал-гурт. Незважаючи на те, що часом це дійсно так, нам подобається грати всі види музики», — пояснював пізніше Кантрелл. Альбом випустили без особливої рекламної кампанії, і багато шанувальників гурту не знали про його існування.

#### На піку популярності
На початку 1992 року Кантрелл зіткнувся з тією ж проблемою, що й музиканти попереднього гурту Лейна Стейлі Alice N' Chains: вокаліст занадто сильно захоплювався героїном. За наполяганням Сьюзан Сільвер, Стейлі вмовили вирушити на лікування до клініки в Монро. Після проходження курсу реабілітації, група почала працювати над новою платівкою. У Кантрелла було кілька автобіографічних пісень, присвячених коханню, смерті та стосункам із власним батьком, але цього було замало для повноцінного альбому, і музиканти кинулися писати пісні, яких не вистачало. Лейтмотивом нової платівки став героїн: Лейн Стейлі вигадав кілька пісень, що показують, як ставлення до наркотику змінюється від радісно-захопленого до пригніченого, і як героїн підпорядковує собі всі думки і бажання людини.
Восени 1992 року друга студійна платівка Dirt дебютувала на шостому місці в хіт-параді Billboard 200. Альбом опинився в центрі уваги слухачів і критиків на хвилі інтересу до сіетлської музики, поряд із нещодавніми альбомами Nirvana і Pearl Jam. Під час концертного турне проблеми Стейлі з героїном спливли знову: тепер він вживав його разом зі своїм найкращим другом, бас-гітаристом Майком Старром. Не маючи можливості звільнити фронтмена гурту, Кантрелл, Кінні та Сьюзан Сільвер вирішили попрощатися зі Старром, який більше за інших був схильний до «зіркової хвороби». Після концертів у Бразилії на початку 1993 року Старра тимчасово замінив бас-гітарист Оззі Осборна Майк Айнез. Ще одним особистим розчаруванням для Кантрелла стало небажання MTV транслювати відеокліп «Rooster», в якому знявся батько Кантрелла — ветеран В'єтнамської війни; на думку гітариста, телевізійники вважали військову тему не надто доречною. В іншому все для Кантрелла йшло чудово: гурт виступив у Європі та на фестивалі Lollapalooza влітку 1993 року, а також записав саундтрек до фільму «Останній кіногерой», після чого нового бас-гітариста Майка Айнеза прийняли в Alice in Chains на постійній основі.
У 1993 році менеджерський тандем Alice in Chains Келлі Кертіс і Сьюзан Сільвер розпався. Кертіс покинув організацію і зосередився на роботі з Pearl Jam, не бажаючи мати справу з наркоманом Лейном Стейлі. Джеррі Кантрелл важко переживав цей розрив, оскільки був близький з Кертісом і довгий час жив у нього вдома. Після закінчення тривалого турне на підтримку Dirt, Кантрелл запропонував продюсеру Тобі Райту, з яким працював над саундтреком до «Останнього героя», записати з Alice in Chains міні-альбом. У вересні 1993 року гурт вирушив до студії London Bridge, не маючи на руках жодної готової пісні. Протягом тижня музиканти придумали і записали сім акустичних композицій. Міні-альбом Jar of Flies побачив світ у січні 1994 року і одразу опинився на вершині американського хіт-параду, ставши першим міні-альбомом в історії музики, який дебютував на першому місці Billboard 200. Подібно до «Sap», «Jar of Flies» здивував слухачів черговою зміною стилю: витриманий у мажорному ключі, альбом був наповнений звучанням акустичних гітар і електрогітар без примочок, з рідкісними вкрапленнями фанк-рокової «квакушки». Самого Кантрелла за підсумками опитування читачів журналу Guitar Player визнали «Найкращим альтернативним гітаристом», поряд із Ларрі Лалондом із Primus.

#### Конфлікт із Лейном Стейлі
Після виходу Jar of Flies музиканти Alice in Chains взяли невеличку відпустку, щоб відпочити і підготуватися до літніх гастролей з Metallica, а також участі у фестивалі Вудсток-94. Зібравшись разом після перерви, з'ясувалося, що стосунки між музикантами далекі від ідеальних. Напередодні першого концерту з Metallica на репетиції добряче посварилися Шон Кінні та Лейн Стейлі: барабанщик, який прагнув позбутися алкогольної залежності, помітив, що вокаліст перебуває «під кайфом», і заявив, що більше ніколи не гратиме з ним в одному гурті. Сьюзан Сільвер довелося заявити про відмову Alice in Chains гастролювати через «проблеми зі здоров'ям одного з учасників гурту».
Лейн Стейлі не тільки категорично відмовлявся виступати з Alice in Chains, а й зійшовся з гітаристом Pearl Jam Майком МакКріді. Їхній спільний проєкт Mad Season об'єднав музикантів, які хотіли вирішити власні проблеми з алкоголем і наркотиками, використовуючи музику як терапію. Для Кантрелла це стало серйозним ударом, адже він вклав стільки зусиль у розкрутку Alice in Chains і тепер гурт опинився на межі розпаду. «Це наче як хтось трахає твою подружку», — зізнавався Джеррі у своїх ревнощах щодо Лейна Стейлі та його стороннього проєкту.
Протягом 1994 року Кантрелл кілька разів з'являвся на сцені як запрошений музикант, відігравши «For Whom the Bell Tolls» з Metallica в Оклахомі, а також «Harold on the Rocks» з Primus у Вудстоку. На початку 1995 року він почав працювати над сольним альбомом, записавши кілька пісень у домашній студії зі своїм гітарним техніком Даррелом Пітерсом і барабанщиком Gruntruck Скоттом Рокуеллом. Пізніше Кантрелл вирішив зробити ще одну спробу реанімувати Alice in Chains, запросив Шона Кінні і Майка Айнеза в студію і почав записувати нові пісні під робочою назвою «Jerry's Kids». Кантрелл сподівався, що чутки про запис донесуться до Стейлі і вокаліст повернеться в Alice in Chains. Якби цього не сталося, він би видав альбом як свою сольну роботу. План Джеррі спрацював, і у квітні 1995 року гурт у повному складі розпочав запис третього повноформатного альбому.
Студійні сесії затягнулися на п'ять місяців. Кантреллу і менеджменту гурту довелося чекати цілими днями і тижнями, поки змучений наркотиками Стейлі зволить з'явитися в студії, придумає свої партії і запише їх на плівку. Кантрелл став автором кількох композицій і сам, включно зі вступною «Grind», в якій спростовував чутки про розпад гурту. Гітарист також встиг записати кавер-версію пісні «I've Seen All This World I Care to See» для триб'ют-альбому Віллі Нельсона. Коли робота добігала кінця, для просування альбому було знято гумористичний псевдодокументальний фільм The Nona Tapes, в якому Джеррі Кантрелл зіграв роль журналістки Нони Вайсбаум, що знімає сюжет про рок-музикантів Сіетла. Альбом отримав назву Alice in Chains і вийшов 3 листопада 1995 року, дебютувавши на першому місці хіт-параду Billboard. На початку 1996 року Кантрелл перервав довге «медіамовчання» і дав кілька інтерв'ю вперше після скасування концертів на Вудстоці-94, але відмовлявся обговорювати з пресою ситуацію з наркозалежністю Стейлі, натомість фокусувався на новому альбомі та майбутньому концертному турне. Незважаючи на значний комерційний успіх нової платівки, фізичний стан Стейлі не давав змоги групі гастролювати і на підтримку альбому не було зіграно жодного концерту.

#### Останні концерти Alice in Chains
На початку 1996 року Джеррі Кантрелл відзначився невеликим камео в новому фільмі Камерона Кроу «Джеррі Магуайер», знявшись у ролі клерка в магазині Kinko на бульварі Сансет. Його інтерес до кінематографа продовжився зустріччю з режисером Беном Стіллером, після чого Кантрелл записав для саундтрека до фільму «Кабельник» пісню «Leave Me Alone». «Це безперечно класно — спробувати щось нове. Гурт не може бути єдиною річчю у твоєму житті. Ось чому я роблю те, що роблю — це саме те, чим я завжди хотів займатися» — розповідав Джеррі про свою першу сольну роботу. «Це трохи дивне відчуття, але все нормально, адже моє серце назавжди залишиться в Alice in Chains».
Навесні група досягла домовленості про зйомки в передачі MTV Unplugged. Репетиції пройшли не без проблем, оскільки стан Лейна Стейлі, який не припиняв вживати наркотики, дедалі погіршувався. Напередодні зйомок епізоду Джеррі Кантрелл отруївся і він постійно блював. Незважаючи на всі труднощі, перший за два з половиною роки концерт Alice in Chains у бруклінському театрі Маджестік пройшов успішно: музиканти були в доброму гуморі, постійно бешкетували і спілкувалися з публікою. Крім акустичних аранжувань власних пісень, у проміжку між номерами Кантрелл зіграв вступ до пісні Metallica «Battery» — всі учасники треш-колективу перебували в залі, а також виконав фрагмент пісні «Gloom, Despair and Agony On Me» з телевізійного вар'єте Hee Haw. Концерт для MTV став лише другим повністю акустичним сетом Alice in Chains (першим був благодійний виступ у Лос-Анджелесі, де гурт зіграв кілька пісень із Sap), але Кантрелл не вважав його чимось особливим: «Я не вирізняв його як щось відмінне від звичайного виступу. Шоу як шоу, гурт грає, люди плескають і підспівують, і все таке».
Натхнені благополучним возз'єднанням, у наступні місяці музиканти Alice in Chains ще двічі з'явилися на телебаченні у вечірніх шоу, виконавши пісні з нового альбому. У червні 1996 року Alice in Chains остаточно повернулися на велику сцену, відігравши чотири годинні програми під час реюніон-туру Kiss. Після заключного концерту в Канзас-Сіті 3 липня Лейн Стейлі вкотре був госпіталізований внаслідок передозування наркотиків. У жовтні 1996 року померла його колишня наречена Демрі Перрот, разом з якою вони часто вживали героїн у першій половині дев'яностих. Приголомшений смертю подруги, Стейлі припинив з'являтися на публіці і став проводити більшу частину часу у власній квартирі, вживаючи наркотики, граючи в комп'ютерні ігри і не відповідаючи на дзвінки друзів і колишніх колег по групі.

### 1996—2004. Творчий пошук

#### Початок сольної кар'єри
У той час як подальша доля Alice in Chains залишалася під питанням, Джеррі Кантрелл повернувся до ідеї про випуск сольної платівки. Чутки про це витали вже кілька років, з моменту виходу третього лонгплея гурту. Гітарист не хотів втрачати час, поки гурт був неактивним: «Проблеми Лейна — це його проблеми. Я не хочу звучати черство, але я не зобов'язаний за ним доглядати. Його доля і доля Alice in Chains мені небайдужі, проте настав час перестати сидіти склавши руки і повернутися до активної роботи» — розповідав він в інтерв'ю журналу Hit Parader. За останні роки у нього накопичився новий матеріал, що відрізнявся від хеві-металічного стилю Alice in Chains, і Кантрелл загорівся бажанням видати його під своїм ім'ям. Для запису альбому Кантрелл зв'язався з продюсером Тобі Райтом, залучив Шона Кінні та Майка Айнеза, а також інших знайомих музикантів: Норвуда Фішера з Fishbone, Рекса Брауна з Pantera і Леса Клейпула із Primus. Платівка отримала назву «Boggy Depot», на честь покинутого міста в Оклахомі, де виріс батько Кантрелла. Альбом вийшов 7 квітня 1998 року і піднявся на 28 місце в хіт-параді Billboard 200. Сольна робота вийшла більш різнобічною, ніж класичні альбоми Alice in Chains, і хоча певні музичні паралелі були неминучі, головною відмінністю була відсутність вокалу Лейна Стейлі — всі пісні Джеррі Кантрелл заспівав сам. На пісню «My Song» було знято відеокліп, а на підтримку платівки Кантрелл провів низку концертів у США, виступаючи на розігріві у Metallica.
Незабаром після завершення турне на підтримку альбому, Кантрелл продовжив написання нових пісень. «Я замкнувся в будинку, збожеволів і написав 25 пісень. У цей період я рідко мився, замовляв їжу через доставку і не виходив із власного будинку три або чотири місяці. Це був пекельний досвід» — згадував він. Кантрелл мріяв про те, щоб випустити потрійний альбом, і домовився з продюсером Дейвом Джерденом про запис пісень. Коли Джерден послухав новий матеріал, то чесно зізнався Кантреллу, що йому не подобаються пісні і відмовився продюсувати альбом. Джеррі Кантрелл розірвав контракт із Columbia Records і заклав свій будинок, щоб повернути вже вкладені в платівку гроші. Йому вдалося домовитися з лейблом Roadrunner Records, але й там скептично поставилися до ідеї видати подвійний альбом, яка не відповідає реаліям ринку. Натомість йому запропонували випустити звичайний альбом, пообіцявши, що пізніше його буде перевидано в первісному вигляді. Кантрелл свідомо вирішив не залучати музикантів Alice in Chains, щоб відокремити особисту творчість від записів гурту, і записав пісні за підтримки барабанщика Faith No More Майка Бордіна і бас-гітариста Suicidal Tendencies Роберта Трухільйо. Навесні 2001 року він провів турне невеликими клубами, обравши для розігріву гурт Comes with the Fall, музиканти якого також виступали як його акомпанувальник, оскільки Трухільйо і Бордін не змогли виділити час для гастролей. Сольні виступи все більше віддаляли Кантрелла від його колишньої групи: «Тепер на наметах і в зарплатних відомостях моє ім'я» — жартував він. З «командного гравця», яким Кантрелл вважав себе в Alice in Chains, підтримуючи в гурті «демократію» і даючи висловитися колегам, музикант поступово утверджувався в ролі одноосібного лідера і повноцінного фронтмена.
У січні 2002 року було оголошено про те, що близький вихід платівки і концертний тур на її підтримку. За два тижні до початку гастролей прийшла сумна новина про смерть Лейна Стейлі. Вокаліста Alice in Chains знайшли мертвим у його квартирі. Причиною смерті стало передозування суміш'ю героїну і кокаїну. Смерть Стейлі збіглася з початком рекламної кампанії другого альбому Кантрелла і застала його в дорозі. Музикант скасував свій концерт на фестивалі Livestock, щоб відвідати похорон. Кантрелл не розмовляв зі Стейлі понад два роки і на церемонії прощання із загиблим другом, за словами очевидців, був небагатослівним. Незважаючи на пригнічений стан, Кантрелл вирішив не скасовувати інші концерти туру. Дебютним синглом з нового альбому Кантрелла стала пісня «Anger Rising». У травні Джеррі вирушив у турне Jim Beam Road To The Rackhouse з Nickelback, яке тривало до кінця липня, після чого дав низку концертів із Creed. 14 червня був опублікований відеокліп на «Anger Rising», а 18 червня вийшов і весь альбом «Degradation Trip». Нарешті, у грудні вийшла повніша версія альбому «Degradation Trip Volumes 1 & 2», що складалася з 25 пісень, зокрема й тих, що спочатку були відкинуті Roadrunner Records на користь комерційної привабливості платівки.

#### Спроби зберегти Alice in Chains
Кантрелл зізнавався, що незважаючи на вихід сольної платівки, Alice in Chains залишалися для нього пріоритетом, і він був би радий відновити роботу з групою: «Ми ніколи не виходили на публіку і не говорили, що розпалися, тому що як можна взагалі називати щось подібне „кінцем“. Ти ніколи не хочеш зачиняти ці двері назавжди. Мені подобаються ці хлопці і сподіваюся, що ми зможемо зробити щось разом, але навряд чи це триватиме довго». У серпні 1998 року члени Alice in Chains зібралися разом у студії, щоб записати дві нові пісні для бокс-сету Music Bank. З особливим нетерпінням очікували на приїзд Лейна Стейлі. Вокаліст з'явився в студії після опівночі і мав жахливий вигляд: через безперервне вживання героїну він був болісно худим і шепелявив, бо в нього почали випадати зуби. Стейлі так і не зміг записати свої партії та поспіхом придумав виправдання, щоб виїхати зі студії, надзвичайно засмутивши Кантрелла. Вокальні партії для двох пісень — «Get Born Again» і «Died» — Стейлі записав пізніше з Тобі Райтом, який згадував, що на той час Кантрелл і Стейлі перестали спілкуватися один з одним. У червні 1999 року вийшла перша збірка Alice in Chains «Nothing Safe: Best of the Box», а слідом за нею — у жовтні 1999 року — повноцінний бокс-сет «Music Bank», що містив 48 записів, включно з новими піснями, рідкісними бі-сайдами, демоверсіями і концертними виконаннями вже відомих хітів. В інтерв'ю на радіостанції Rockline члени Alice in Chains як ні в чому не бувало розповіли про те, що не виключають можливості спільної роботи надалі.
На превеликий жаль для прихильників гурту, жодних нових пісень від цього складу гурту вони більше не дочекалися. На початку 2000-х років на лейблі Columbia Records вийшло лише кілька чергових компіляцій сіетлського колективу. У грудні 2000 року гурт видав концертний альбом Live, що містить 14 пісень, виконаних наживо в першій половині дев'яностих років. У липні 2001 року побачила світ збірка найкращих хітів Alice in Chains Greatest Hits, яку критикували за її малий розмір: до неї увійшло всього десять композицій. 2006 року вийшла чергова компіляція The Essential Alice in Chains, що складалася з двох дисків і 28 пісень. «Хоча це може здатися занадто затягнутим для тих слухачів, яким потрібні лише основні гранжеві хіти AIC, на ньому є кілька пісень, які завзяті фанати могли пропустити; у будь-якому разі, поки що це найкраща збірка Alice in Chains, яка працює і як стислий виклад, і як уявлення їхньої надто короткої та заплутаної кар'єри» — писав Стівен Томас Ерлвайн, оглядач музичного сайту AllMusic.

#### Переїзд у Лос-Анджелес
Після смерті Лейна Стейлі в пресі неминуче виникали питання з приводу майбутнього Кантрелла — в ролі сольного виконавця або лідера нового колективу, — на що гітарист незворушно відповідав: «Я не маю ні найменшого поняття [що буде далі]. Коли гурт забуксував, це підштовхнуло мене до початку сольної кар'єри, а смерть Лейна закріпила кінець Alice in Chains. Тепер немає шляху назад. Я до останнього сподівався, що ми зможемо повернутися разом, тому не створював нового гурту: Alice in Chains був єдиним гуртом, у якому я хотів грати. Але тепер я повинен прийняти певні рішення».
Влітку 2003 року Кантрелл переїхав із Сіетла до Лос-Анджелеса, де став грати з багатьма знайомими музикантами. У жовтні 2003 року фронтмен американської рок-групи Filter Річард Патрік розповів про спільну роботу з екс-гітаристом Alice in Chains, який написав близько сотні рифів для нового альбому Filter. Кантрелл неодноразово з'являвся на концертах кавер-групи Camp Freddy, заснованої Меттом Сорумом, Дейвом Наварро, Біллі Моррісоном, Донованом Літчем і Крісом Чіні. У лютому 2004 року Джеррі відіграв три концерти в рамках спеціального туру Experience Hendrix, присвяченого Джимі Гендріксу, а також разом із групою Damageplan записав пісню «Ashes to Ashes» для саундтрека до фільму «Каратель». Кантреллу так сподобалася участь у кавер-групі, що він запропонував своєму давньому другові Біллі Даффі, чий гурт The Cult також нещодавно розпався, створити аналогічний сайд-проєкт Cardboard Vampyres. Дебютні концерти «вампірів» відбулися у квітні 2004 року, а сет-лист в основному складався з кавер-версій пісень The Cult і Alice in Chains. Кантрелл також зібрав акомпануючий склад, який отримав назву Marzipan, з яким дав кілька сольних концертів на розігріві у Кід Рока. Крім цього, ходили чутки про участь Кантрелла в акомпануючій групі Пола Роджерса (Free, Bad Company) на фестивалі у Флориді. У серпні 2004 року Кантрелл виконав партії соло-гітари для нового бокс-сету Оззі Осборна Under Cover. Аж до кінця року музикант ділив свій час між сольними виступами і появою на виступах інших виконавців, а також концертами Camp Freddy і Cardboard Vampyres.

### 2005—2020. Возз'єднання Alice in Chains

#### Новий вокаліст
У жовтні 2004 року Джеррі Кантрелл і Шон Кінні отримали сповіщення, згідно з яким їхній контракт із Sony Music розривався через «неможливість виконувати обов'язки учасниками гурту Alice in Chains». На той час Кінні встиг випустити мініальбом «microfish» з супергуртом Spys4Darwin, що складався з кількох зіркових сіетлських музикантів. Бас-гітарист Майк Айнез заміняв Джейсона Ньюстеда в Metallica, але врешті-решт опинився в сіетлському гурті Heart. Кантрелл залишався єдиним ексучасником Alice in Chains, який розпочав повноцінну сольну кар'єру, однак попри позитивні відгуки, ані його платівки, ані концертні тури не досягли такого ж рівня популярності, як його колишній гурт.
На початку 2005 року колишнім музикантам Alice in Chains випала нагода зібратися разом, щоб виступити на благодійному концерті на підтримку жертв землетрусу в Індійському океані. Місце Лейна Стейлі займали по черзі Мейнард Джеймс Кінан, Вес Скантлін, Енн Вілсон і Пат Лахман. «Було дуже важко, але це зцілило нас певною мірою, оскільки довелося подивитися в очі реальності» — розповідав Кантрелл про свої відчуття від першого виступу гурту без Лейна Стейлі. Навесні 2006 року музиканти зібралися знову і почали грати старі пісні з різними запрошеними вокалістами. Їм сподобався гітарист гурту Comes with the Fall Вільям Дюваль, з яким Джеррі Кантрелл познайомився на початку двохтисячних і разом гастролював на підтримку альбому «Degradation Trip». Разом із Дювалем гурт відіграв понад вісімдесят концертів, виконуючи старий репертуар Alice in Chains. Возз'єднання гурту стало однією з найрезонансніших подій 2006 року, а сам Кантрелл зізнавався, що у свої майже сорок років почувається практично ветераном гранжевої сцени: «Ще кілька років і нас вважатимуть „класичним роком“».

#### Нові альбоми Alice in Chains
Наприкінці 2007 року Кантрелл відновив написання нових пісень. Це зайняло близько півроку і в березні 2008 року музиканти зібралися разом, щоб зіграти свіжі композиції. Натхнені результатом, вони вирішили вирушити в студію і спробувати записати нові пісні. У них не було контракту з лейблом, студійний час вони оплачували власним коштом. Кантрелл зізнавався, що був готовий до будь-якого результату, і якби пісні вийшли невдалими, їх би не стали випускати. Проте новий матеріал Alice in Chains зацікавив кілька звукозаписних компаній, і група підписала контракт з Virgin EMI Records. У 2009 році вийшла платівка «Black Gives Way to Blue», присвячена загиблому Лейну Стейлі. Альбом дебютував на п'ятому місці в альбомному чарті Billboard і незабаром став «золотим». У записі заголовної композиції взяв участь Елтон Джон, який зіграв на фортепіано. Концертний тур на підтримку альбому зайняв шістнадцять місяців і тривав до кінця 2010 року. Критики прихильно поставилися до повернення легендарного гранжевого гурту, який ризикнув випустити чергову платівку з новим фронтменом після багаторічної перерви, не в останню чергу завдяки характерним важким рифам і соло-партіям Джеррі Кантрелла. Крім того, зберігаючи фірмові гармонії Alice in Chains, у взаємодії дуету вокалістів відбулася зміна: Кантрелл, який раніше підтримував Стейлі, тепер вийшов на перший план, виконуючи більшу частину провідних партій. За підсумками опитування читачів Rolling Stone, що відбулося 2009 року, альбом увійшов до списку найбільш недооцінених альбомів десятиліття.
Незабаром після закінчення концертного туру Black Gives Way to Blue музиканти Alice in Chains почали писати пісні для нової платівки. Робота була припинена через проблеми Джеррі Кантрелла зі здоров'ям. Гітарист відчув гострий біль у плечі і не міг підняти руку. З'ясувалося, що через багаторічне носіння гітарного ременя, у нього розірвався хрящ. Кантрелл переніс операцію і відновлювався кілька місяців. Лише на початку 2012 року він зміг взяти інструмент до рук знову. Запис платівки було завершено в грудні 2012 року. Музична складова платівки була схожа на попередні роботи гурту, натомість у текстах пісень з'явився політичний і релігійний підтекст. Назва альбому The Devil Put Dinosaurs Here була взята з однойменної пісні, присвяченої креаціоністській теорії про те, що Диявол закопав кістки динозаврів, щоб похитнути віру людей у Бога. На підтримку альбому, окрім традиційних синглів і концертного туру, було знято псевдодокументальний фільм AIC 23, у якому Кантрелл зіграв кантрі-музиканта, який нібито написав більшу частину пісень Alice in Chains. За свою роботу Кантрелл був номінований на отримання нагород «Найкращий гітарист» за версією сайту Loudwire і журналу Revolver.
Робота над третім альбомом Alice in Chains у новому складі розпочалася влітку 2017 року. Уперше за довгі роки гурт повернувся для запису з Лос-Анджелеса в Сіетл. Надихнувшись атмосферою рідного міста, музиканти присвятили йому нову платівку, назвавши її Rainier Fog (з англ. «Туман Рейніра») на честь високого вулкана, що нависає над Сіетлом. Крім концертного туру і кількох синглів, учасники гурту знялися в гумористичному відеокліпі «Rainier Fog», що відсилає до рекламних роликів місцевого пива Rainier, поширених у 1970-ті роки. Пісні гурту також стали саундтреком до десятисерійного фантастичного міні-серіалу «Чорна антена», який транслювали на YouTube-каналі Alice in Chains. Критики прихильно сприйняли альбом, який потрапив до кількох списків найкращих рок-платівок 2018 року. Платівка була номінована на здобуття премії «Греммі» вдев'яте за історію гурту, але роздобути заповітний «грамофон» гурту так і не вдалося.

### 2020—2024. Поза гуртом
У 2013 році Кантрелл узяв участь у церемонії введення сіетлського гурту Heart у Зал слави рок-н-ролу, виконавши кілька пісень разом із гітаристом Pearl Jam Майком МакКріді. У 2015 році він відзначився на міні-альбомі бас-гітариста Guns N' Roses Даффа Маккагана, приуроченому до виходу книги Маккагана «How To Be a Man (and Other Illusions)». Він також виконав гітарне соло в пісні «Phantom Bride» на новому альбомі Deftones «Gore», який вийшов 2016 року. Співпраця музиканта з гуртом стала наслідком особистого знайомства з фронтменом Чіно Морено, також обидва гурти — Deftones і Alice in Chains — мали спільний менеджмент. Наприкінці 2016 року в проміжку між номерними альбомами Alice in Chains випустили кавер-версію балади Rush «Tears», що увійшла до ювілейного перевидання альбому «2112» канадських прог-рокерів. У 2017 році Кантрелл уперше за п'ятнадцять років випустив сольну пісню «A Job To Do», що увійшла в саундтрек до фільму Джон Уік 2. Це був уже другий досвід музиканта в ролі автора пісень до фільму, після пісні, що вийшла 1996 року, до фільму Кабельник. Ще одним несподіваним результатом роботи Кантрелла стала пісня «Setting Sun», що вийшла 2018 року на міні-альбомі, який став саундтреком до коміксу Dark Nights: Metal.
У 2020 році після закінчення турне з Alice in Chains на підтримку альбому Rainier Fog, Кантрелл задумався про випуск сольної платівки. Він почав працювати над демоверсіями пісень у студії в січні-лютому 2020 року, встиг записати барабани та гітарні партії, але був змушений призупинити запис у березні через пандемію COVID-19. Подальша взаємодія з музикантами відбувалася у віддаленому режимі: вони працювали в маленьких групах або поодинці, обмінюючись результатами через інтернет. Барабанні партії записали Ейб Лаборіель — молодший (гурт Пола Маккартні) і Джил Шароне (Stolen Babies, The Dillinger Escape Plan, Marilyn Manson), а на бас-гітарі зіграв Дафф Маккаган (Guns N' Roses). Крім оригінальних композицій, написаних Кантреллом, до альбому увійшла кавер-версія пісні Елтона Джона «Goodbye». Альбом Brighten вийшов восени 2021 року, а на весну 2022 року було заплановано концертне турне на його підтримку.

## Інструменти та обладнання
Один зі своїх перших інструментів Кантрелл виготовив вручну. Він дістав роботу в компанії Boogie Bodies і купив у власника за двадцять доларів гриф з невеликим дефектом на третьому ладу, виготовивши корпус на уроці праці.
Основними інструментами Кантрелла є дві гітари G&L Rampage 1984 року випуску «Blue Dress» і «No War». Музикант зацікавився продукцією G&L, коли побачив ці гітари у двох знайомих з Техасу, чий батько працював у компанії Arnold & Morgan Music Company. Джеррі працював у музичному магазині і купив собі перший інструмент G&L Rampage. Щоб надати гітарі індивідуальності, за прикладом Едді Ван Галена і Ренді Роудза Кантрелл обклеїв її стікерами радіо KISW і наніс зображення напівголої дівчини в синій сукні, взяте з порножурналу. Незабаром він придбав ще один інструмент, і обклеїв його наклейками, найпомітнішою з яких стала антивоєнна «No War». Коли Кантрелл був уже відомим артистом, виробник гітар допоміг йому знайти автора вихідної фотографії дівчини в блакитному; цей принт ліг в основу дизайну сигнатурної моделі гітари Кантрелла G&L Rampage «Blue Dress». Крім цього, з середини дев'яностих Кантрелл активно використовує модель G&L ASAT Classic.
Після турне з Van Halen 1991 року, арсенал Кантрелла поповнився кількома інструментами Едді Ван Галена. Джеррі хотів купити їх у відомого гітариста, але Ван Гален подарував музикантові-початківцю два набори підсилювачів і дві гітари Ernie Ball Music Man EVH. У середині дев'яностих компанія Gibson надала Кантреллу чотири моделі Les Paul різних кольорів. За допомогою свічки Кантрелл залишив на білому Les Paul понад сотню плям, а на зворотному боці корпусу випалив напис Degradation Trip, бо записав усю однойменну платівку на цьому інструменті.
Співпраця Кантрелла з продюсером Дейвом Джерденом призвела до купівлі баритон-гітари Giffin Baritone Gold-Top. Інструмент золотистого кольору з корпусом, схожим на Les Paul, був виготовлений спеціально для Кантрелла після зустрічі з Роджером Гіффіном. Ця гітара використовувалася під час запису Degradation Trip і Black Gives Way to Blue. Ще одним інструментом, на якому Кантрелл став грати у двотисячні роки, став Gibson SG Custom Circa 2008. Він замовив цю модель, тому що на ній грали два його кумири — Ангус Янг і Томі Айомі. Дружба з Даймбегом Дарреллом призвела до появи у Кантрелла гітари Dean Dimebag ML. Спочатку Кантрелл мав продати її на благодійному аукціоні, але вирішив залишити її собі на згадку про друга. Ще одним інструментом, що має для Кантрелла особливе значення, є Fender Custom Shop Stratocaster, яким володів Даг Фігер, гітарист і співак гурту The Knack, яким Джеррі захоплювався з дитинства. Після смерті Фігера його сім'я роздала гітари друзям музиканта, одним з яких був Кантрелл.
На початку Кантрелл використовував обмежений набір інструментів і апаратури, але з часом змінив свою точку зору. «Я не настільки фанатичний, як раніше, намагаючись працювати з невеликою групою гітар і підсилювачів. Тепер мені цікавіше використовувати все, що тільки можна, щоб намалювати картину» — зізнавався гітарист у 2013 році.
Відомо, що Кантрелл віддавав перевагу G&L і Dean Guitars, так само як і Gibson Les Paul. Він працював з компанією Dean над розробкою дизайну іменної моделі на основі його Les Paul. У турі Кантрелл використовує два прототипи гітар Dean.
Він також говорив, що працює над іменним підсилювачем з Bogner. Ці підсилювачі він використовував довгий час. У нього також є рідкісний передпідсилювач Bogner Fish, завдяки якому Alice in Chains відомі своїм унікальним звучанням, його також підвищують гітарні підсилювачі моделі Shiva і Ecstasy. Едді Ван Гален подарував йому підсилювач Peavey 5150. Mcswain Guitars нерідко виконують замовні збірки для Джеррі.
Джеррі Кантрелл використовував свій білий Les Paul і 4х касетний магнітофон для запису всіх пісень альбому Degradation Trip у себе вдома в Сіетлі.

## Визнання
У червні 2006 року британський хард-роковий журнал Metal Hammer нагородив Кантрелла титулом «Лорд рифів» і щорічним Golden Gods Awards шоу, що відбувається в готелі Асторія, що у Лондоні.
У 2009 році журнал Classic Rock заніс Кантрелла до списку найвидатніших гітаристів усіх часів.

## Особисте життя

### Сім'я
Батьки Кантрелла розлучилися, коли йому було 7 років. Джеррі Кантрелл-старший — ветеран війни у В'єтнамі. Кантрелл написав пісню «Rooster» про його службу. Кантрелл жив із матір'ю Глорією до її смерті у 1987 році. На згадку про неї він написав пісню «Sunshine». У шкільні роки Кантрелл був учасником драм-гуртка і хору, часто виконував гімн на різних спортивних заходах. За його словами, похмурі середньовічні церковні твори, які йому довелося виконувати будучи в хорі, частково вплинули на його стиль. Також вплив на творчість музиканта справила і кантрі-музика. У 2003 році Кантрелл змінив місце проживання, перебравшись із Сіетла до Лос-Анджелеса. Приблизно в цей же час йому остаточно вдалося побороти наркозалежність. З 1989 по 1996 рік Кантрелл мав стосунки з дівчиною на ім'я Кортні, з якою він познайомився на концерті Guns N' Roses. Його особисті переживання відображені в піснях «Got Me Wrong», «Down in a Hole», «Heaven Beside You», «Over Now» і «She Was My Girl».

### Наркотики
Через переживання з приводу свого першого сольного запису, музикант серйозно захопився наркотиками. «Скажімо так, коли я проходив повз його будинок, то бачив, що собака три дні поспіль сидить на ланцюгу з порожньою мискою для їжі, і розумів, що щось не в порядку», — згадував Рекс Браун. Розпад Alice in Chains надломив його і Кантрелл серйозно захопився наркотиками. «Я тоді був повністю обдовбаний і ви можете почути це на записі [Degradation Trip]. Я записав його ще до того, як повністю зав'язав, коли мені довелося змиритися зі смертю свого гурту, а відразу після його виходу за жахливим збігом помер Лейн. Це був не найкращий період у моєму житті, і це повністю відображено на платівці. Я зав'язав із наркотиками лише через рік після смерті Лейна» — зізнавався Кантрелл.

### Здоров'я
У проміжку між виходом альбомів Black Gives Way to Blue і The Devil Put Dinosaurs Here, у 2011 році Кантрелл переніс операцію на плечі. У нього був зруйнований хрящ через багаторічне носіння гітарного ременя, що посилилося поганою поставою через постійне перебування на сцені в химерних позах рок-музиканта. «Біль був просто пекельним, а відновлення було довгим і болісним. Думаю, це тому що я старий і поламаний рокер» — розповідав Кантрелл.

## Дискографія

### ЗAlice in Chains
- 1990 — We Die Young
- 1990 — Facelift
- 1992 — Sap
- 1992 — Dirt
- 1994 — Jar of Flies
- 1995 — Alice in Chains
- 1996 — Unplugged
- 1999 — Nothing Safe: Best of the Box
- 1999 — Music Bank
- 2000 — Live
- 2001 — Greatest Hits
- 2006 — The Essential Alice in Chains
- 2009 — Black Gives Way to Blue
- 2013 — The Devil Put Dinosaurs Here
- 2018 — Rainier Fog

### З іншими виконавцями
- 2005 — Under Cover (з Оззі Осборном)

### Сольні проєкти
Альбоми
- 1998 — Boggy Depot
- 2002 — Degradation Trip
- 2002 — Degradation Trip Volumes 1 & 2
- 2021 — Brighten
- 2024 — I Want Blood

Участь в збірках
- 1996 — The Cable Guy Original Motion Picture Soundtrack (пісня «Leave Me Alone»)
- 2004 — The Punisher Soundtrack (пісня «Ashes to Ashes»)